# Fresh UI
Fresh UI — твикер для тонкой настройки и оптимизации операционной системы Microsoft Windows, разработанный командой программистов из «Freshdevices Corp». Утилита не является кроссплатформенным программным обеспечением и работает только на компьютерах под управлением 32-битных операционных систем Microsoft Windows 95/98/98 SE/ME/2000/XP.

## Описание
Твикер предоставляет пользователям свежие решения для настройки и оптимизации операционной системы, программного или аппаратного обеспечения, элементов интерфейса, оснащенные сотнями полезных, а также скрытых от глаз параметров среды Microsoft Windows. В качестве защиты от нежелательных «чужих рук» на запуск твикера можно установить надёжный пароль.

## Возможности
По заявлению разработчиков на официальном сайте программа умеет следующее:
- Настройка графического интерфейса пользователя Windows.
- Оптимизация настроек системы.
- Оптимизация аппаратных настроек.
- Настройка параметров приложений Windows.
- Управление пользовательской средой с помощью системной политики.

Все твики разделены на тематические категории с подробным описанием, для удобчаемости поиска и работы с Fresh UI.

## Недостатки
- Отсутствует поддержка 64-разрядных операционных систем.
- Отсутствие кроссплатформенности.
- Закрытый исходный код.
- Плохая локализация русского языка.